# Lijst van beelden in Krimpenerwaard
Dit is een (onvolledige) chronologische lijst van beelden in Krimpenerwaard. Onder een beeld wordt hier verstaan elk driedimensionaal kunstwerk in de openbare ruimte van de Nederlandse gemeente Krimpenerwaard, waarbij beeld wordt gebruikt als verzamelbegrip voor sculpturen, standbeelden, installaties en overige beeldhouwwerken.

## Ammerstol
| Geplaatst                            | Omschrijving                                                              | Kunstenaar                           | Straat                                               | Plaats    | Materiaal | Afbeelding |
| ------------------------------------ | ------------------------------------------------------------------------- | ------------------------------------ | ---------------------------------------------------- | --------- | --------- | ---------- |
| 1975 (sinds 2015 in openbare ruimte) | Kees de veerman Beeld voor Cornelis Ooms. Veerman van 1932 t/m 1964.      | Ton Koops                            | Lekdijk                                              | Ammerstol | brons     |            |
| 1980                                 | De zalmvisser                                                             | Roel Bendijk                         | Kerkplein                                            | Ammerstol | brons     |            |
| van voor 1980                        | Concordia Res Parvae Crescunt (Door eendracht worden kleine dingen groot) | onbekend                             | Dominee Hugenholtzstraat 4, (Hendrik Zanengebouw)    | Ammerstol |           |            |
| 2014                                 | Stoomraderboot Ammerstol                                                  | Verdo staalconstructies Arjan Xander | Rotonde, Ammerstol,Provincialeweg N210 / Capellelaan | Ammerstol | staal     |            |

## Bergambacht
| Geplaatst | Omschrijving                                     | Kunstenaar                           | Straat                                               | Plaats      | Materiaal      | Afbeelding |
| --------- | ------------------------------------------------ | ------------------------------------ | ---------------------------------------------------- | ----------- | -------------- | ---------- |
| 1952      | Gevelsteen Wilde Gemeenschap                     |                                      | Pleinstraat 5                                        | Bergambacht | steen          |            |
| 1956      | Fonteinbeeld (vrouw met kruik)                   | Gerrit Bolhuis                       | Provincialeweg 1                                     | Bergambacht | brons          |            |
| 1971      | De haan                                          | Roel Bendijk                         | Bloemengaarde                                        | Bergambacht | brons          |            |
| 1984      | De dammers                                       | Roel Bendijk                         | H.B. Nederburghplein / Hoofdstraat                   | Bergambacht | brons          |            |
| 1996      | De straatwroetster                               | Roel Bendijk                         | Hoofdstraat                                          | Bergambacht | brons          |            |
| 1996      | Wim Kok-bank                                     | onbekend                             | Bloemengaarde (tot 2015: H.B. Nederburghplein)       | Bergambacht | steen          |            |
| 2002      | Rietpluimen                                      | Roel Teeuwen                         | Burgemeester Winklerstraat bij 28                    | Bergambacht | metaal         |            |
| 2009      | A Qua Harp                                       | Karel den Boom                       | Hof ter Bergen bij 25 (in de vijver)/ Provincialeweg | Bergambacht | roestvrijstaal |            |
| 2014      | Locomotief Bergambacht                           | Verdo staalconstructies Gerard Wilco | Rotonde, kruising N210 en N207                       | Bergambacht | staal          |            |
|           | Zonder titel (reliëf)                            | onbekend                             | Provincialeweg 1                                     | Bergambacht | steen          |            |
|           | Zonder titel (reliëf DuinWaterLeiding - DWL)     | onbekend                             | Provincialeweg 1                                     | Bergambacht | steen          |            |
|           | Zonder titel (gestileerde figuur met waterkruik) | onbekend                             | Provincialeweg 1                                     | Bergambacht | metaal         |            |
|           | Zonder titel (reliëf in brons)                   | Roel Bendijk                         | Dijklaan 43                                          | Bergambacht | brons          |            |

## Berkenwoude
| Geplaatst | Omschrijving                               | Kunstenaar   | Straat                   | Plaats      | Materiaal       | Afbeelding |
| --------- | ------------------------------------------ | ------------ | ------------------------ | ----------- | --------------- | ---------- |
| 1986      | Zwaan                                      | Roel Bendijk | Dorpsstraat              | Berkenwoude | brons           |            |
|           | Zonder titel (reliëf in keramiek en staal) | Roel Bendijk | Kerkweg 2                | Berkenwoude | keramiek, staal |            |
|           | Zwarte Stern                               | onbekend     | Wellepoort 3 / Graafkade | Berkenwoude |                 |            |

## Gouderak
| Geplaatst | Omschrijving             | Kunstenaar           | Straat             | Plaats   | Materiaal | Afbeelding        |
| --------- | ------------------------ | -------------------- | ------------------ | -------- | --------- | ----------------- |
| 1997      | Neigend naar de toekomst | John Vijgenboom      | Beemd              | Gouderak |           |                   |
| 1984      | Balspel                  | JeanMarianne Bremers | Johan Brouckplein  | Gouderak |           |                   |
| 1984      | De Zaaier                | JeanMarianne Bremers | Kerkstraat         | Gouderak |           |                   |
| 2014      | Zellingplein             | Karola Pezarro       | N207 / Parallelweg | Gouderak |           | Meer afbeeldingen |

## Haastrecht
| Geplaatst | Omschrijving                                                                 | Kunstenaar                    | Straat                                           | Plaats     | Materiaal   | Afbeelding |
| --------- | ---------------------------------------------------------------------------- | ----------------------------- | ------------------------------------------------ | ---------- | ----------- | ---------- |
| 1720      | Hercules                                                                     | Ignatius van Logteren         | Hoogstraat, (in 'overtuin' van Bisdom van Vliet) | Haastrecht |             |            |
| 1720      | Neptunus                                                                     | Ignatius van Logteren         | Hoogstraat, (in 'overtuin' van Bisdom van Vliet) | Haastrecht |             |            |
| 1852-1854 | Heilig Hartbeeld (1)                                                         | onbekend                      | Grote Haven 10, (gevel St. Barnabaskerk)         | Haastrecht |             |            |
| 1927      | Heilig Hartbeeld (2)                                                         | onbekend                      | Grote Haven 10, (St. Barnabaskerk, tuin)         | Haastrecht |             |            |
| 1936      | Sint Jozef                                                                   | Henri Jonkers                 | Grote Haven 10, (St. Barnabaskerk, tuin)         | Haastrecht |             |            |
| 1941      | Evacuatie-gedenkbank                                                         | onbekend                      | Kerkplein 9, Hervormde Kerk                      | Haastrecht | baksteen    |            |
| 1998      | De Mops                                                                      | Dick Aerts                    | Hoogstraat                                       | Haastrecht |             |            |
| 2013      | Bloempotten Wandversiering uit mozaïeken                                     | Ingrid Aerts                  | Grote Haven 2c (obs De Morgenster)               | Haastrecht |             |            |
| 2015      | De Schaatsers                                                                | Mariëlle Aezim en Dick Aerts  | Rotonde Provincialeweg / Grote Haven             | Haastrecht | cortenstaal |            |
| 1981      | De Egel                                                                      | Ineke van Dijk                | Bergvlietlaan / Boterbloem                       | Haastrecht | brons       |            |
| 1985      | schaatser (ter ere van de Haastrechtse schaatsers Hein Vergeer en Leo Visser | Dick Aerts                    | Hoogstraat, Raadhuis                             | Haastrecht | brons       |            |
| 1991      | Balspelers Reliëf op de sportzaal                                            | Ad Jenner en Laurens van Rens | Cocordiaplein                                    | Haastrecht | brons       |            |
| onbekend  | Medaillon met reliëfkop                                                      | onbekend                      | Kerkplein (Hervormde Kerk)                       | Haastrecht |             |            |
| onbekend  | Champions                                                                    | Ulay (Frank Uwe Laysiepen)    | Bisdom van Vlietstraat                           | Haastrecht |             |            |
| onbekend  | Twee zittende figuren                                                        | onbekend                      | Markveld / Kerkplein                             | Haastrecht |             |            |

## Krimpen aan de Lek
| Geplaatst | Omschrijving                | Kunstenaar   | Straat              | Plaats             | Materiaal  | Afbeelding |
| --------- | --------------------------- | ------------ | ------------------- | ------------------ | ---------- | ---------- |
|           | onbekend (blauwe sculptuur) | onbekend     | Tiendweg bij 2      | Krimpen aan de Lek | plaatstaal |            |
|           | Kangoeroe                   | Roel Bendijk | Hoofdstraat bij 116 | Krimpen aan de Lek | brons      |            |
| onbekend  | Ooievaars                   | onbekend     | Hoofdstraat         | Krimpen aan de Lek |            |            |

## Lekkerkerk
| Geplaatst | Omschrijving                                  | Kunstenaar                  | Straat                             | Plaats                           | Materiaal        | Afbeelding |
| --------- | --------------------------------------------- | --------------------------- | ---------------------------------- | -------------------------------- | ---------------- | ---------- |
| 1646      | Het paradijs                                  | onbekend                    | Lange Stoep                        | Lekkerkerk                       | steen            |            |
| 1952      | Plaquette burgemeester Cornelis Gerardus Roos | Cor van Kralingen           | Raadhuisplein                      | Lekkerkerk                       | brons            |            |
| 1959      | Bevrijdingsmonument                           | Hank Hans                   | Kerkplein                          | Lekkerkerk                       | Franse kalksteen |            |
| 1969      | Spiraal                                       | Geert Lebbing               | Nicolaas Beetsstraat               | Lekkerkerk                       | brons            |            |
| 1983      | Joods monument                                | Ineke van Dijk              | Jodenbreeplaats                    | Krimpenerwaard Lekkerkerk        |                  |            |
| 1995      | Phyllotaxis                                   | Sjoerd Buisman              | Nicolaas Beetsstraat               | Lekkerkerk                       | brons            |            |
| 1995      | 50 jaar vrijheid                              | Jan de Graaf                | Baanderspark                       | Lekkerkerk                       | brons            |            |
| 1986      | Aalscholver                                   | Ineke van Dijk              | Hoek Raadhuisplein/Kerkweg         | Lekkerkerk                       | brons            |            |
| 2002      | Met elkaar                                    | Corry Ammerlaan-van Niekerk | Burgemeester van de Willigenstraat | Lekkerkerk                       | brons            |            |
| 2008      | Breeje Hendrik                                | Adrie Both                  | Talmastraat bij 1                  | Lekkerkerk                       | onbekend         |            |
| 2009      | KraanVogel                                    | Albert Kramer               | Voorstraat                         | Lekkerkerk                       | polyester        |            |
| 2017      | Afscheid van Nederlek                         | Leo Jongenotter             | Cornelis Gerardus Roosweg          | Lekkerkerk en Krimpen aan de Lek | staal            |            |

## Ouderkerk aan den IJssel
| Geplaatst | Omschrijving                                                                     | Kunstenaar                                  | Straat                               | Plaats                   | Materiaal | Afbeelding |
| --------- | -------------------------------------------------------------------------------- | ------------------------------------------- | ------------------------------------ | ------------------------ | --------- | ---------- |
| 1898      | Wilhelminaboom                                                                   | Doetinchemse IJzergieterij                  | Kalverstraat                         | Ouderkerk aan den IJssel |           |            |
| 1937      | Jacob van Waning medaillon van J. van Waning, burgemeester Ouderkerk a/d IJsssel | onbekend                                    | IJsseldijk Noord 12, (begraafplaats) | Ouderkerk aan den IJssel |           |            |
| 1991      | Twee figuren                                                                     | onbekend                                    | Zijdeweg                             | Ouderkerk aan den IJssel | staal     |            |
| 2014      | Mozaïek muziektent                                                               | Ouderkerkse Kunstenaarsgroep Oog voor Kunst | Kerkweg / Burg. Neetstraat           | Ouderkerk aan den IJssel |           |            |
| 2015      | Torenspits rotondekunst                                                          | Louky Scheltema                             | N210 / Zijdeweg                      | Ouderkerk aan den IJssel |           |            |

## Schoonhoven
| Geplaatst | Omschrijving                           | Kunstenaar       | Straat                                           | Plaats      | Materiaal  | Afbeelding        |
| --------- | -------------------------------------- | ---------------- | ------------------------------------------------ | ----------- | ---------- | ----------------- |
| 1971      | De zilversmid , reliëf 1               | Jan van Ipenburg | Haven 3                                          | Schoonhoven | kunststof  |                   |
| 1971      | In 't Silverhuys                       | Jan van Ipenburg | Tol/Haven 1                                      | Schoonhoven | kunststof  |                   |
| 1974      | Twee Generaties                        | Jan van Ipenburg | Jan Kortlandstraat                               | Schoonhoven | brons      |                   |
| 1979      | Zilversmid                             | Ineke van Dijk   | Dam                                              | Schoonhoven | brons      |                   |
| 1980      | De luisteraars                         | Jan van Ipenburg | Haven (stadhuis)                                 | Schoonhoven | brons      |                   |
| 1982      | Olivier van Noort                      | Jan van Ipenburg | Buiten de Veerpoort                              | Schoonhoven | brons      |                   |
| 1984      | Spelend Leren                          | Jan van Ipenburg | Jan Kortlandstraat                               | Schoonhoven |            |                   |
| 1986      | Theunis Kok                            | Bieb Lambers     | Buiten de Veerpoort                              | Schoonhoven | brons      |                   |
| 1987      | Potmolenaar                            | Jan van Ipenburg | Scheepmakershaven / Veerstraat                   | Schoonhoven | brons      |                   |
| 1987      | De verfmenger                          | Jan van Ipenburg | Scheepmakershaven / Veerstraat                   | Schoonhoven | brons      |                   |
| 1989      | De zilversmid , reliëf 2               | Jan van Ipenburg | Haven 1                                          | Schoonhoven | kunststof  |                   |
| 2001      | Libera me (bevrijdingsmonument)        | Dorothé Jehoel   | Kerkstraat                                       | Schoonhoven | brons      |                   |
| 2015      | Trouwringen                            | Esther van Vliet | Henri Dunantplein (rotonde), N210                | Schoonhoven | staal      |                   |
| 2015      | Armband                                | Esther van Vliet | M.A. Reinaldaweg / Vrouwenmantel (rotonde).      | Schoonhoven |            |                   |
|           | 10 Plateelbakkerij reliëfs             | onbekend         | Molenstraat (achterzijde van de pottenbakkerij)  | Schoonhoven | terracotta | Meer afbeeldingen |
|           | Plateelbakkerij Schoonhoven, sculptuur | onbekend         | Wal 11                                           | Schoonhoven |            |                   |
|           | Vlinder                                | onbekend         | Wal, Algemene begraafplaats (deel voor kinderen) | Schoonhoven |            |                   |

## Stolwijk
| Geplaatst | Omschrijving                  | Kunstenaar                      | Straat           | Plaats   | Materiaal | Afbeelding |
| --------- | ----------------------------- | ------------------------------- | ---------------- | -------- | --------- | ---------- |
| 1965      | Drie generaties               | Ineke van Dijk                  | Kievietslaan     | Stolwijk | steen     |            |
| 2017      | Drie kazen en een klomp boter | Jan de Borst en Andréa Dogterom | Schoonhovenseweg | Stolwijk | onbekend  |            |